# Молас, Мария Роза
Святая Мария Роза (исп. María Rosa), в миру Роса Франсиска Мария де лос Долорес Молас-и-Вальве (исп. Rosa Francisca María de los Dolores Molas y Vallvé, 24 марта 1815, Реус — 11 июня 1876, Тортоса, Каталония) — испанская католическая монахиня, основательница религиозной конгрегации «Сёстры Богоматери Утешения» (исп. Hermanas de Nuestra Señora de la Consolación), которая помогала нуждающимся, в особенности женщинам в трудных ситуациях.
Канонизирована папой Иоанном Павлом II в 1988 году.

## Биография
Родилась 24 марта 1815 года в Реусе в семье Хосе Моласа и Марии Вальве. С детства сострадала к бедным и обездоленным, хотела посвятить себя облегчению их страданий. После Первого Причастия она утвердилась в своём решении посвятить себя Богу и взяла имя Мария Роза.
В январе 1841 года она поступила к сёстрам милосердия, служившим в госпитале в Реусе. В июне 1844 года оставалась в городе и помогала людям, несмотря на бомбардировки войсками генерала Сурбано. В 1849 году отправилась с другими монахинями на Тортосу. В марте 1857 года основала собственную религиозную общину для женщин, целью которой была помощь бедным и изгоям. В ноябре 1858 года она назвала организацию «Сёстры Богоматери Утешения».
В мае 1876 года здоровье Молас стало медленно ухудшается, она поняла, что конец её близок. Она умерла 11 июня 1876 года.
Папа Пий IX официально утвердил основанную Молас конгрегацию в октябре 1888 года. На 2011 год орден насчитывал 637 монахинь и 91 обитель в 17 странах Европы, Азии, Южной Америки и Африки.

## Почитание
Процесс канонизации был открыт Молас 27 июля 1951 года при папе Пие XII; 23 ноября 1956 года она была провозглашена слугой Божьей. Папа Павел VI объявил её досточтимой 4 октября 1974 года и беатифицировал 1 мая 1977 года. Папа Иоанн Павел II канонизировал Молас 11 декабря 1988 года.
День памяти — 11 июня.